# Acrapex exsanguis
Acrapex exsanguis är en fjärilsart som beskrevs av Oswald Beltram Lower 1902. Acrapex exsanguis ingår i släktet Acrapex och familjen nattflyn. Inga underarter finns listade i Catalogue of Life.